# Cryptotora thamicola
Cryptotora thamicola (лат.) — вид лучепёрых рыб семейства балиторовых. Эндемик Таиланда. Он достигает длины 2,8 см. Благодаря крючкам на своих плавниках эта рыба способна карабкаться вверх по каменистым склонам ручьёв. Эта рыба является единственным известным представителем своего рода. Вид был зарегистрирован в восьми пещерах в пределах карстовой формации Пангмапха в провинции Мэхонгсон, Таиланд.
Как у всех пещерных рыб, тело рыбы депигментировано и не имеет видимых глаз. Этот вид сосуществует с другим подземным видом рыб Schistura oedipus. Вид приспособлен к обитанию на быстром подземном потоке воды в более глубокой зоне пещеры (более 500 м от входа). Он зависит от пещерных микроорганизмов и органического вещества и очень чувствителен к нарушениям, качеству воды и гидрографическим изменениям.
Вид охраняется тайским законодательством и находится на территории национального парка, однако существует мало ограничений на сельскохозяйственную деятельность и регулирование туризма, что необходимо для уменьшения потенциального воздействия на среду обитания вида в некоторых местах. Некоторые места обитания вида популярны среди любителей спелеологического туризма, что может представлять угрозу для вида. Сельское хозяйство и обезлесение являются основными угрозами в будущем